# یواس‌اس بنهام (دی‌دی-۳۹۷)
یواس‌اس بنهام (دی‌دی-۳۹۷) (به انگلیسی: USS Benham (DD-397)) یک کشتی بود که طول آن ۱۰۳٫۹ متر (۳۴۱ فوت) بود. این کشتی در سال ۱۹۳۸ ساخته شد.